# Pinder Barracks

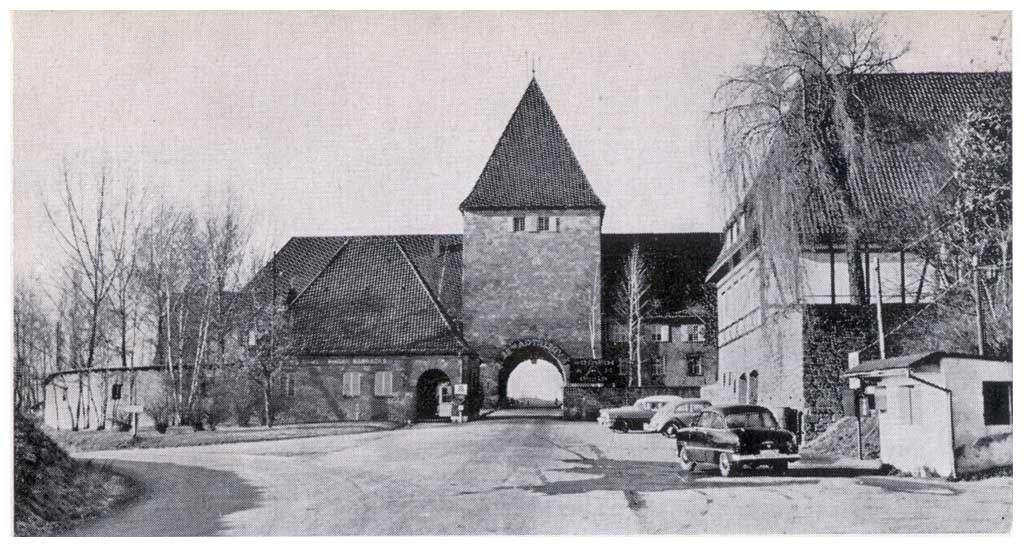
Die Pinder Barracks um 1958

Die Pinder Barracks (deutsch: Pinder-Kaserne) waren eine Kaserne in der mittelfränkischen Stadt Zirndorf.

## Geschichte
In der Zeit der Aufrüstung vor dem Zweiten Weltkrieg bot im Jahr 1935 die Stadtverwaltung von Zirndorf der nationalsozialistischen Reichsführung an, in Zirndorf eine Kaserne zu errichten.
Bereits im Frühjahr 1938 wurde mit Bauarbeiten an einer Kaserne ca. 500 m südwestlich und außerhalb der Kernstadt auf einem sanften Höhenzug begonnen. Da die Einrichtung für die deutsche  Luftwaffe vorgesehen war, forderte Hermann Göring, der Oberbefehlshaber der Luftwaffe, die Ausgestaltung der Kaserne im „fränkischen Stil“. Daher war die Unterkunft, die offiziell unter dem Namen Flak-Scheinwerfer-Kaserne geführt wurde, im Volksmund auch als „Hermann-Göring-Kaserne“ bekannt.
Gleich nach Beendigung der Bauarbeiten Mitte des Jahres 1940 wurde die Kaserne dem Luftkommando XII/XIII Nürnberg unterstellt und von Flugabwehr- und Scheinwerfereinheiten belegt. Laut dem Bundesarchiv-Militärarchiv war in der Kaserne die Flak-Ersatzabteilung 5 stationiert, die ein Jahr später neben der Ersatz-Abteilung auch eine Ausbildungsabteilung aufstellte, welche jedoch bereits kurz darauf als Flak-Scheinwerfer-Abteilung 686 nach Frankreich verlegt wurde.
Im späteren Verlauf des Zweiten Weltkrieges waren u. a. Teile der 236. Volksgrenadier-Division in der Kaserne stationiert, die an Kampfhandlungen im Großraum Nürnberg gegen die 42. US-Infanteriedivision beteiligt war. Ende April 1945 wurde die Liegenschaft vom 26. US-Infanterieregiment besetzt.
Am 11. Mai 1949 wurde dann die Kaserne zu Ehren des beim Sturm auf die Strände der Normandie gefallenen und mit der Medal of Honor ausgezeichneten amerikanischen Soldaten John J. Pinder Jr. in Pinder Barracks umbenannt. Generell wurde nach dem Krieg die vorhandene Gebäudestruktur von den amerikanischen Truppen im Wesentlichen beibehalten.
Nennenswerte Ergänzungen waren der Bau einer Panzerwaschanlage, der Neubau einer Küche, das Zuschütten des zentralen Löschwasserteiches, der Abriss kleinerer Gebäude und die Verlagerung von Park- und Panzerstellflächen. Außerdem fanden in der Zeit zwischen 1947 und 1953 zahlreiche Gebäuderenovierungen und Umbauten statt, um zusätzliche Einheiten nach Schließung der zweiten Zirndorfer US-Kaserne, der Adams Barracks, in den Pinder Barracks unterbringen zu können.
Die markanten Gebäudeformationen der Kaserne, allen voran der Turm mit seinem integrierten Torbogen im östlichen Bereich blieben jedoch erhalten.
In den Jahrzehnten nach 1945 waren unterschiedliche Verbände der US Army in der Kaserne stationiert. Am längsten war von 1971 bis 1991 die Divisions-Artillerie der 1. US-Panzerdivision in der Zirndorfer Kaserne stationiert.
Die Zirndorfer Garnison unterstand verwaltungstechnisch der Nuernberg Military Community, später der 99th Area Support Group (ASG) in Fürth.
Als stellvertretender Kommandeur der 1. US-Panzerdivision war von 1979 bis 1981 der spätere amerikanische Generalstabschef John M. Shalikashvili in Zirndorf Kommandeur der Divisions-Artillerie.
Alljährlich fanden Deutsch-Amerikanische Volksfeste statt, zu denen auch die deutsche Bevölkerung eingeladen war.
Nach dem Zweiten Golfkrieg wurde zwar noch ein feierlicher Wiedereinzug der rückkehrenden Verbände abgehalten, das meiste Großgerät jedoch kehrte wegen der nach dem Ende des Kalten Krieges durchgeführten militärischen Umstrukturierung nicht mehr vom Golf nach Zirndorf zurück und wurde von dort gleich in die USA zurückverlegt.

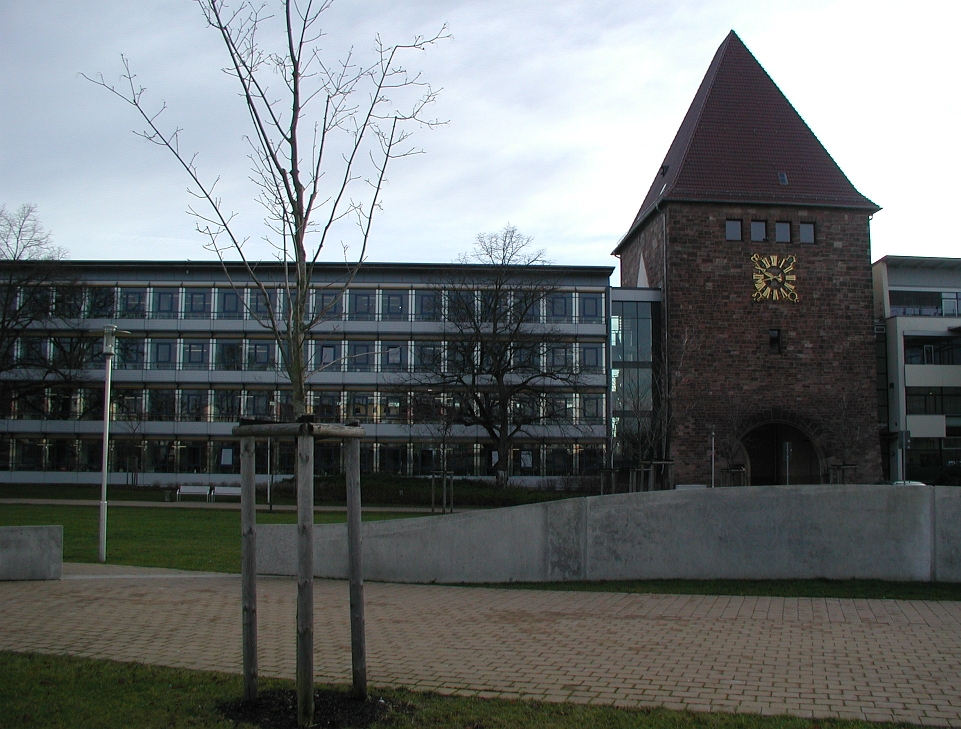
Der Torbogen der Kaserne wurde in die Neubauten integriert

Von 1991 bis 1993 waren das Hauptquartier des AAFES und die 7. Korps-Unterstützungsgruppe (7th Corps Support Group) in den Pinder Barracks stationiert; letztere wurde im Rahmen eines feierlichen Abschiedszeremoniells am 31. Mai 1995 abgezogen.
Nach der fast 60-jährigen militärischen Nutzung des Geländes entstand auf dem Areal eine Siedlung mit dem Namen Pinderpark. Als weithin sichtbares Erkennungszeichen und letztes verbleibendes Bauwerk aus Kasernenzeiten ist heute nur noch der Turm mit Torbogen übrig geblieben, der mittlerweile zwischen modernen Glas- und Stahlbauten integriert wurde.
Koordinaten: 49° 26′ 24″ N, 10° 56′ 53″ O